# Altavilla Monferrato
Altavilla Monferrato é uma comuna italiana da região do Piemonte, província de Alexandria, com cerca de 478 habitantes. Estende-se por uma área de 11 km², tendo uma densidade populacional de 43 hab/km². Faz fronteira com Casorzo (AT), Felizzano, Fubine, Montemagno (AT), Viarigi (AT), Vignale Monferrato.

## Demografia
| Variação demográfica do município entre 1861 e 2011                               |
|                                                                                   |
| Fonte: Istituto Nazionale di Statistica (ISTAT) - Elaboração gráfica da Wikipedia |